# Hartmut H. Forche
Hartmut H. Forche (* 1. Juli 1945 in Göttingen) ist ein deutscher Regisseur, Autor, Übersetzer, Schauspieler und Synchronsprecher.

## Biographie
Nach dem Abitur an der Tellkampfschule in Hannover studierte er Germanistik, Kunstgeschichte, Philosophie an den Universitäten Tübingen, Köln und Hannover  bei Hans Mayer, Walter Jens, Ernst Bloch.  Es folgte eine Ausbildung zum Schauspieler an der Hochschule für Musik und Theater Hannover bei Hans-Günther von Klöden, Heinz-Walter Krückeber und Jean Soubeyran.
Von 1968 bis 1973 engagierte er sich am Staatstheater Hannover bei Franz Reichert als Schauspieler, Regie- und Dramaturgieassistent, später auch als Dramaturg. Sein Regiedebüt feierte er mit David Storeys Home. Von da an arbeitete er hauptsächlich als Regisseur. Zwischen 1969 und 1973 folgten Tourneen mit dem Goethe-Institut nach Südamerika, Spanien und Portugal. Als Schauspieler trat er mit Stücken und Texten von Peter Handke, Bertolt Brecht, Helmut Heißenbüttel, Heinrich Heine, Hugo von Hofmannsthal auf, zusätzlich hielt er Vorträge über das Theater in Deutschland und veranstaltete Schauspiel-Workshops.
Ab 1973 wirkte er als Spielleiter und Stellvertreter des Intendanten am Theater Dortmund, Gerd Omar Leutner. 1973 übernahm er bei den Salzburger Festspielen die Rolle des Lucifer in De temporum fine comedia von Carl Orff unter der Regie von August Everding und der Regieassistent von Giorgio Strehler (musikalische Leitung: Herbert von Karajan).
Im Jahr 1973 war Forche Oberspielleiter des Schauspiels am Stadttheater Pforzheim, dann von 1974 bis 1976 Regisseur und persönlicher Mitarbeiter des Intendanten am Theater Bielefeld, Heiner Bruns. Forche war von 1976 bis 1977 freiberuflich in Braunschweig, Würzburg und Baden-Baden tätig, dann 1977 Mitarbeiter der Regie von Rolf Hochhuth. 1977 bis 1979 war er Oberspielleiter und Vertreter des Intendanten der Landesbühne Wilhelmshaven, ab 1979 als freiberuflicher Regisseur tätig. Er war Jurymitglied beim 2. deutschen Musicalkongress in Hamburg und ist Mitglied der SGAE (Sociedad General de Autores y Editores) in Barcelona.
Seit 2010 ist Forche Musical-Kritiker und Redakteur für die Musicalfachzeitschrift Blickpunkt Musical und ab dem  Wintersemester 2012 Dozent an der Hochschule Osnabrück für Liedinterpretation. Forche ist ebenfalls tätig als Übersetzer für Libretti und Liedtexte aus dem englischen und spanischen für den Gallissas Theaterverlag.
In der Spielzeit 2014/15 war Forche Mitglied der Jury des Deutschen Musical Theater Preis 2015.

## Übersetzungen
- Out of This World (Musical) – Cole Porter
- High Society – Cole Porter
- Anything Goes (Songs) – Cole Porter
- Sweeney Todd – Stephen Sondheim
- The Dryads Kiss – Charles Kálmán
- Woman of the Year – Fred Ebb / John Kander
- Singin the Rain – Betty Comden / Adolph Green
- Me and My Girl – Noel Gay
- My One and Only – George Gershwin
- The Seven – Will Power
- El Centroforwar se murío al amanecer (Der Mittelstürmer) – Antonín Cuzzani
- Flor de otono (Ein Mann namens Herbstblume) – José Rodriguez-Mendez
- Perdonnen las molestias – Jaime Salóm
- Mar i Cel – der Himmel und das Meer – Xavier Bru de Sala / Albert Guinovart / Dagoll Dagom
- Harry und Sally – Joan Vives
- Brenda BLY – von Kevin Hammonds und Charles Miller
- Bare – von Damon Intrabartolo (Teenager-Drama)
- Mr.CHRISTMAS – von Kevin Hammonds und Charles Miller
- Festgepoppt (Pegados) von Ferran Gonzáles und Alicia Serrat – (Übersetzung zusammen mit Jaime Roman Briones)

## Autor
Hartmut H. Forche ist  Autor der Musicals:
- „Rasputin“, Musik Volker Plangg (Neufassung Staatsoperette Dresden)
- „Topy - der Katzenhund“, nicht aufgeführt
- „Oh- Phara- Oh!“

## Deutsche Erstaufführungen
- Out of This World (Musical) – Cole Porter: Stadttheater Pforzheim
- Die amerikanische Päpstin – Esther Vilár: Bühnen der Hansestadt Lübeck
- Nicht Ich – Samuel Beckett: Staatstheater Braunschweig
- Slag (Edelmiezen) – David Hare: Theater Dortmund
- Me and My Girl – Noel Gay: Landestheater Coburg
- My One and Only – George Gershwin und Ira Gershwin: Landestheater Coburg
- High Society – Cole Porter- Brandenburg: Theater Neustrelitz
- Mar i cel – Xavier Bru de Sala / Albert Guinovart: Opernhaus Halle